# Palacio Piwonka

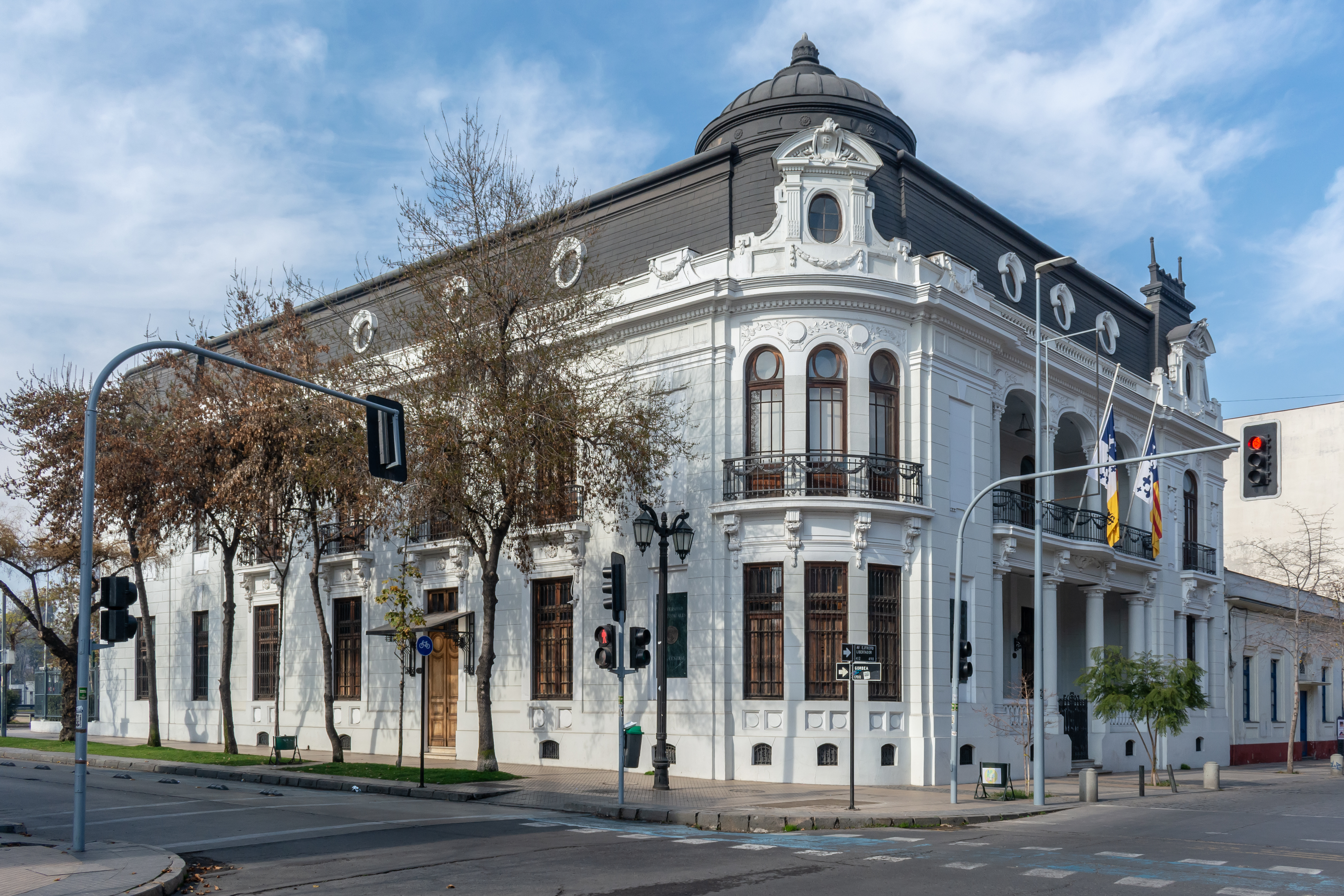
Piwonka-Palast (2022)

Der Piwonka-Palast ist ein Gebäude in Santiago de Chile, das 1918 von den Architekten Alberto Siegel und Manuel Cifuentes als Residenz für die Familie Piwonka-Jilabert entworfen wurde. Es ist derzeit Sitz des Rektorats der Universität Diego Portales (UDP).

## Lage
Der Palast befindet sich in der Calle Ejército (Straße der Armee) vor der Lazaruskirche Santiago im Viertel Ejército Libertador in der Kommune Santiago, in der Nähe des historischen Zentrums der chilenischen Hauptstadt.

## Geschichte
Die Familie Piwonka, bestehend aus Heynrich Ernst Piwonka und seiner Frau Amalie Richter, wanderte 1853 aus Berlin aus und ließ sich in der chilenischen Stadt Valdivia im Süden des Landes nieder. Sie hatten vier Kinder, das jüngste von ihnen, Ricardo Piwonka Richter, zog von Valdivia nach Osorno, um als Ladenangestellter zu arbeiten. Der Lauf der Zeit und die Erfahrung ermöglichten es Ricardo, innerhalb weniger Jahre das Geschäft zu kaufen, in dem er arbeitete. Er wurde Mitglied der Radikalen Partei Chiles und war als Lutheraner mit unterschiedlichen protestantischen Positionen mit zahlreichen Konflikten mit der örtlichen katholischen Gesellschaft der Stadt konfrontiert. Aus diesem Grund beschlossen er und seine Frau Sofía Jilabert, ursprünglich aus Puerto Rico, nach Santiago zu ziehen. In der chilenischen Hauptstadt mietete Piwonka Richter eine Mühle in der heutigen Kommune Estación Central und dann noch einer an den Hängen des San-Cristóbal-Hügels, was ihm einen großen kommerziellen Erfolg und ein Vermögen ermöglichte. Ricardo Piwonka konnte das Grundstück für den Bau des Palastes im Stil der Belle Époque erwerben, zu einer Zeit im frühen 20. Jahrhundert, als dieser Stadtteil zu den wohlhabendsten Wohngebieten zählte.
Der Palast blieb bis 1984 in den Händen der Familie Piwonka, als das Anwesen nach dem Tod der letzten Erbin der Familie, Ana Moreno de Piwonka, Witwe eines von Ricardos Söhnen, versteigert wurde und an mehrere Eigentümer und Mieter weitergegeben wurde. 1992 kaufte die Universität Los Andes das Gebäude und baute es für drei Jahre in ihre medizinische Fakultät um, bis sie es 1995 an die Universität Diego Portales verkaufte, die den Palast für Bürozwecke umbaute.